# معن بشور
معن بشور (1944 - ) مفكر وكاتب سياسي قومي عربي، يعد من قياديي العمل الوحدوي العربي. لبناني من أصول سورية، في عام 2017 تم ادراجه على قائمة أهم المطلوبين للقضاء العراقي. 

## دراسته
تلقى دراسته الابتدائية في مدرسة الروضة في طرابلس (الشام) ومعهد الاستقلال (رأس بيروت) والثانوية في (الآي. سي). حصل على شهادة بكالوريوس اقتصاد من الجامعة الأميركية في بيروت وإجازة في الحقوق من الجامعة اللبنانية.

## أسرته
ولد معن بشور لأب سوري مسيحي، وأم مغربية مُسلمة، وهو يحمل هوية لبنانية منذ الولادة، وزوجته فلسطينية أردنية. 
وأبناؤه وبناته متزوِّجون ومتزوِّجات من جنسيات مختلفة، فابنه ربيع متزوِّج لبنانية هي المراسلة الصحفية والمذيعة بشرى عبد الصمد، وابنه الآخر متزوج مصرية، وابنتاه إحداهما متزوجة أردنيًّا والأخرى لبنانيًّا، من الطوائف الدرزية والسنية والشيعية. أي أنه "بنيويًّا"، متجاوزٌ للحدود الوطنية والطائفية في العالم العربي.

## مسؤولياته وعضويته
- عضو الأمانة العامة للمؤتمر القومي العربي ونائب أمينه العام (2000-2003) وأمينه العام (2003-2006).
- عضو لجنة المتابعة في المؤتمر القومي الإسلامي منذ تأسيسه.
- تولى مسؤوليات قيادية بارزة في حزب البعث العربي الاشتراكي وحضر مؤتمره القومي الثامن عام 1965، وخرج منه في عام 1975 ليشترك مع عدد من رفاقه في تأسيس تجمع اللجان والروابط الشعبية الذي يتولى الآن مسؤولية منسقه العام.
- عضو قيادي في العديد من المؤسسات السياسية والإعلامية الفلسطينية، وكان أول عضو غير فلسطيني ينتخب في الأمانة العامة للاتحاد العام للكتاب والصحفيين الفلسطينيين في مؤتمره الثاني في تونس عام 1977.
- عضو مؤسس للمؤتمر الوطني لدعم جنوب لبنان عام 1968.
- عضو مؤسس في المنظمة العربية لحقوق الإنسان عام 1982، والمؤتمر القومي العربي عام 1990، والمؤتمر القومي الإسلامي عام 1994 .
- المدير العام لدار الندوة في بيروت حتى عام 2004.
- رئيس اللجنة التحضيرية لملتقى القدس الدولي في إسطنبول عام 2007.
- المشرف العام على مجلة «المنابر» اللبنانية الثقافية.
- المشرف العام على مخيمات شباب لبنان الواحد، وعضو هيئة الإشراف على مخيمات منظمة الشباب القومي العربي والعديد من الهيئات والجمعيات الشبابية والاجتماعية.
- الرئيس المؤسس للمنتدى القومي العربي عام 1997، والذي أطلق حركة ثقافية عروبية في لبنان وقاد العديد من أنشطة التضامن بين البلدان العربية.
- شارك في العديد من الندوات والمؤتمرات العربية والدولية وحاضر في العديد من العواصم والمدن العربية والأوروبية.
- عضو مجلس أمناء لجنة المتابعة لقضية المعتقلين اللبنانيين في سجون الاحتلال الإسرائيلي، وعضو الجمعية اللبنانية لحقوق الإنسان، عضو الجمعية الصحية اللبنانية.
- منسق الحملة الأهلية لنصرة فلسطين والعراق التي قادت المسيرات والتظاهرات والاعتصامات ضد الحرب على العراق وفلسطين.
- عضو مؤسس في مؤسسة القدس، وعضو في مجلس إدارتها.
- عضو مؤسس في اللجنة الشعبية لدعم الانتفاضة التي تأسست في دمشق في مطلع العام 2001.
- عضو مؤسس في الهيئة الوطنية لمقاومة التطبيع، وفي اللجنة الوطنية للدفاع عن المعتقلين.

## مؤلفاته
من أبرز مؤلفاته: 
- دولة بعض فلسطين.
- في سبيل الوحدة العربية.
- بيروت من الحصار إلى الانتفاضة.
- الحركة العربية الواحدة.
- إشكالية العلاقة بين العروبة والإسلام.
- العروبة الجديدة.
- مقاومة التطبيع أفكار وأساليب.
- إشكالية التغيير السياسي وسبل تحقيقه.
- التجربة الحزبية العربية، ما لها وما عليها.

- بالإضافة إلى مقالات ودراسات في العديد من الصحف والدوريات اللبنانية والعربية حول قضايا النضال العربي والمشروع الحضاري العربي والديمقراطية والمجتمع المدني والاقتصاد العالمي والتجارب الحزبية والحرب اللبنانية.